# Martyrium (groupe)
Pour les articles homonymes, voir Martyrium.
Martyrium, également stylisé MartYriuM, est un groupe de black metal maltais, originaire de Luqa. Il utilise une grande gamme de sonorités, comme les voix (4-5 différentes).

## Biographie
Le groupe Martyrium est formé en octobre 1999, par Count Mortem avec quatre autres membres. Un an plus tard, en 2000, Martyrium donne ses premiers concerts. Sûr d'eux, les membres décident d'enregistrer leur premier album studio aux Temple Studios à Malte. En novembre 2001 sort le premier album studio, Withering in Voluptuous Embrace, qui permettra au groupe de se populariser dans la scène. 
Après quelques mois, et 500 albums vendus, plusieurs labels proposent au groupe de signer un contrat. Finalement, ils signent avec un label mexicain, American Line Production, qui décide la même année de remettre en vente l'album. En automne 2004, le groupe entame sa première tournée. Il commence en Belgique, puis dans le nord de la France où il sera invité par Positiv Hate. Cinq mois plus tard, Martyrium et Slit accompagnent Rotting Christ à sa tournée à Malte. À fin de l'été 2005, le groupe repart pour une autre excursion en Europe centrale. Il participe à la tournée d'Arachnid, un groupe de death metal maltais. 
Le deuxième album studio du groupe, intitulé The Carnage Lit By Darkness, est publié en 2005 chez American Line Production. Il est suivi cinq ans, en 2010 plus tard par Awakening the Ancient, leur troisième album.
À la fin de 2015, Martyrium signe avec le label Art Gates Records,. Le groupe revient en 2016 avec la sortie de son quatrième album studio Destiny Wore a Bondage Mask,.

## Membres

### Membres actuels
- Pandemonia - soprana[5]
- Count Mortem - basse (1999-2014), guitare (depuis 2014)[5]
- Úmarth - clavier (depuis 1999)[5]
- Sherath - guitare (depuis 2012)[5]
- Vanja Obscure - chant (depuis 2012)[5]
- Sandmist - basse (depuis 2015)[5]

### Anciens membres
- Asmodeus - chant[5]
- Lisa - chœurs[5]
- Le Marquise DeSade - chœurs[5]
- Martyr - basse (1999-2003)[5]
- Moloch - basse, chœurs (1999-2006)[5]
- Satanas Excelsior - batterie (2000-2005)[5]
- Vargblod - chant, guitare (2000-2012)[5]
- Lucifuge Rofocale - chant (2003-2006)[5]
- Leviathan - chant (2003-2006)[5]
- Gothmog - guitare (2007-2010)[5]
- Milady Blut - clavier (2009)[5]
- Behelith - batterie (2010-2014)[5]
- Ithuriel - guitare (2010-2012)[5]
- Sir - basse (2014-2015) [5]

## Discographie
- 2001 : Withering In Voluptious Embrace
- 2005 : The Carnage Lit By the Darkness
- 2010 : Awakening the Ancient
- 2016 : Destiny Wore a Bondage Mask